# Santa Maria del Molise
Santa Maria del Molise è un comune italiano di 639 abitanti della provincia di Isernia in Molise. Fino al 1955 il comune si chiamava Sant'Angelo in Grotte. Nel 1955, il capoluogo comunale fu spostato nella frazione Santa Maria e tale località, come tutto il comune, mutò denominazione in Santa Maria del Molise.
Nei tempi addietro il paese era denominato "Cretara", per poi assumere il nome di "Santa Maria e Giacomo" data la presenza della chiesa omonima; assunse definitivamente il nome attuale nel 1958 a seguito del trasferimento a valle del comune il 25 settembre 1955 con decreto dell'allora Presidente della Repubblica Giovanni Gronchi.

## Storia
Il paese è posto a 650 metri sopra il livello del mare, in una zona pianeggiante.
Il centro originalmente, nel Medioevo, era diviso in due nuclei: Sant'Angelo in Grotte e Santa Maria. Il territorio era già popolato dai Sanniti e successivamente il paese fu ricostruito dai Longobardi nel VI secolo, con l'edificazione del castello nel feudo di Sant'Angelo; oggi scomparso. Il feudo venne chiamato Sant'Angelo dalla nobile famiglia, che prese il nome dalla devozione per san Michele arcangelo, e nei secoli successivi, dal XV secolo passò ai Caldora, ai Di Sangro e ai Mormile.
Dopo il disastroso terremoto del 1805, il feudo di Sant'Angelo fu abbandonato e si costituì il nuovo nucleo di Santa Maria, più a valle, che acquisì autonomia municipale solo nel 1955. Fino al 1970 il comune era incluso nella provincia di Campobasso per poi passare a quella di Isernia.

## Monumenti e luoghi d'interesse

### Architetture religiose
- Chiesa di San Pietro in Vincoli. Si trova nel vecchio abitato di Sant'Angelo in Grotte, preziosa testimonianza del Medioevo nel centro. Probabilmente risale alla fondazione longobarda del castrum, ma fu restaurata nel XIV secolo con un prezioso ciclo di affreschi, intorno al 1350, dedicato alla raffigurazione delle "Sette Opere della Misericordia", leggibile da destra verso sinistra. Presso la chiesa, incavata in una grotta, scorre una sorgente benedetta, legata alla leggenda di san Michele Arcangelo, il quale avrebbe indicato ai Longobardi il luogo di fondazione proprio lì.
- Chiesa parrocchia di Santa Maria e Giacomo. Chiesa principale del nuovo abitato di Santa Maria, ricostruita dopo il 1805 presso un'area dove sorgeva un monastero dei Celestini. La chiesa ha aspetto neoclassico, con pianta longitudinale rettangolare, con un principale corpo, che verso l'abside si riduce di dimensione mediante un secondo blocco attaccato; la facciata è tipicamente dello stile ottocentesco, suddivisa da quattro paraste, con un timpano triangolare superiore. Il campanile laterale è una torre con cuspide a piramide e ospita un concerto di 4 pregevoli campane, di cui la grande fusa dalla celebre Pontificia fonderia di campane Marinelli di Agnone nel 1923. L'interno a stucchi è a navata unica con volta a botte e paraste contraffortate che dividono il perimetro dei due lati in cappelle.

## Società

### Evoluzione demografica
Abitanti censiti

## Amministrazione
| Periodo           | Periodo           | Primo cittadino             | Partito      | Carica      | Note |
| ----------------- | ----------------- | --------------------------- | ------------ | ----------- | ---- |
| 23 aprile 1995    | 13 giugno 2004    | Nicolino Addolorato Bertone | lista civica | Sindaco     |      |
| 13 giugno 2004    | 25 maggio 2014    | Anton Giulio Giallonardi    | lista civica | Sindaco     |      |
| 25 maggio 2014    | 19 giugno 2015    | Erminia Mignelli            | lista civica | Sindaco     |      |
| 19 giugno 2015    | 5 giugno 2016     | Antonio Incollingo          |              | Comm. str.  |      |
| 5 giugno 2016     | 27 marzo 2020     | Costantino Kniahynicki      | lista civica | Sindaco     |      |
| 30 marzo 2020     | 22 settembre 2020 | Giuseppina Ferri            |              | Comm. pref. |      |
| 22 settembre 2020 | in carica         | Michele Labella             | lista civica | Sindaco     |      |